# Hedyotis caudatifolia
Hedyotis caudatifolia är en måreväxtart som beskrevs av Elmer Drew Merrill och Franklin Post Metcalf. Hedyotis caudatifolia ingår i släktet Hedyotis och familjen måreväxter. Inga underarter finns listade i Catalogue of Life.